# Merismatium heterophractum
Merismatium heterophractum är en lavart som först beskrevs av William Nylander och fick sitt nu gällande namn av Léon Vouaux. 
Merismatium heterophractum ingår i släktet Merismatium och familjen Verrucariaceae. Arten är reproducerande i Sverige.